# Crucible Curse
| År   | Försvarande mästare | Utslagen    | Res   | Motståndare     |
| ---- | ------------------- | ----------- | ----- | --------------- |
| 1978 | John Spencer        | Omgång 1    | 8–13  | Perrie Mans     |
| 1979 | Ray Reardon         | Kvartsfinal | 8–13  | Dennis Taylor   |
| 1980 | Terry Griffiths     | Omgång 2    | 10–13 | Steve Davis     |
| 1981 | Cliff Thorburn      | Semifinal   | 10–16 | Steve Davis     |
| 1982 | Steve Davis         | Omgång 1    | 1–10  | Tony Knowles    |
| 1983 | Alex Higgins        | Semifinal   | 5–16  | Steve Davis     |
| 1986 | Dennis Taylor       | Omgång 1    | 6–10  | Mike Hallett    |
| 1987 | Joe Johnson         | Final       | 14–18 | Steve Davis     |
| 1991 | Stephen Hendry      | Kvartsfinal | 11–13 | Steve James     |
| 1992 | John Parrott        | Kvartsfinal | 12–13 | Alan McManus    |
| 1998 | Ken Doherty         | Final       | 12–18 | John Higgins    |
| 1999 | John Higgins        | Semifinal   | 10–17 | Mark Williams   |
| 2001 | Mark Williams       | Omgång 2    | 12–13 | Joe Swail       |
| 2002 | Ronnie O'Sullivan   | Semifinal   | 13–17 | Stephen Hendry  |
| 2003 | Peter Ebdon         | Kvartsfinal | 12–13 | Paul Hunter     |
| 2006 | Shaun Murphy        | Kvartsfinal | 7–13  | Peter Ebdon     |
| 2007 | Graeme Dott         | Omgång 1    | 7–10  | Ian McCulloch   |
| 2011 | Neil Robertson      | Omgång 1    | 8–10  | Judd Trump      |
| 2015 | Mark Selby          | Omgång 2    | 9–13  | Anthony McGill  |
| 2016 | Stuart Bingham      | Omgång 1    | 9–10  | Allister Carter |

The Crucible Curse (direktöversatt: Crucible-förbannelsen) är en term i snooker som syftar på att sedan VM i snooker flyttades till Sheffield och The Crucible Theatre har ingen förstagångsvinnare lyckats försvara sin titel året därpå. Ofta har det dessutom gått riktigt dåligt för spelaren i fråga.
Den som gjort bäst ifrån sig året efter sin första vinst är faktiskt den (tillsammans med Shaun Murphy) mest otippade vinnaren någonsin: Joe Johnson vann turneringen 1986 och gick till final året därpå, då han förlorade en jämn match mot Steve Davis, till slut blev det 18–14 till Davis. Även Ken Doherty gick till final året efter sin första seger, men förlorade med en större marginal, 12–18 mot John Higgins.
Av de tjugo spelare som vunnit turneringen efter att den flyttades till The Crucible Theatre har sju förlorat redan i sin första match året därpå. Här följer en sammanställning av hur det gått för alla förstagångsvinnare. Observera att John Spencer, Ray Reardon och Alex Higgins hade vunnit VM tidigare men detta var deras respektive första vinster i The Crucible Theatre.